# Electrophaes defracta
Electrophaes defracta là một loài bướm đêm trong họ Geometridae.